# On Our Backs
On Our Backs (en anglais : sur notre dos)  (ISSN 0890-2224) fut le premier magazine érotique réalisé par des femmes et le premier à proposer de l'érotisme pour un public lesbien aux États-Unis.

## Histoire
Le magazine est publié pour la première fois en 1984 par Deborah Sundahl et Myrna Elana, avec les contributions de Susie Bright, Nan Kinney, Honey Lee Cottrell, Dawn Lewis, Happy Hyder, Tee Corinne, Jewelle Gomez, Judith Stein, Joan Nestle, Pat Califia, Morgan Gwenwald, Katie Niles, Noreen Scully, Sarita Johnson, et beaucoup d'autres. Susie Bright devint rédactrice en chef les six années suivantes. On Our Backs a défini l'apparence et la politique de la culture lesbienne pour les années 1980, tout en jouant un rôle crucial dans la guerre des sexes féministe de cette période, prenant le parti du féminisme pro-sexe.  
Le titre du magazine était une référence satirique à off our backs, un journal féministe plus ancien qui publiait les articles de plusieurs féministes anti-pornographie. Le titre fait allusion à une position sexuelle.
En 1985, Sundahl and Kinney crée un précédent en lançant une série de vidéos lesbiennes érotiques appelée Fatale Video.
En 1994, le magazine rencontre des difficultés financières et il est racheté par un nouveau propriétaire, Melissa Murphy (qui ne fait paraître qu'un seul numéro), disparaît du marché jusqu'en 1998. H.A.F. Publishing reprend alors le magazine. Les créatrices originelles étaient passées d'autres projets.  
En 1997, un album de photographies basé sur le travail pionnier de On Our Back' appelé Nothing but the Girl est publié par Cassell Press, édité par Susie Bright et Jill Posener.
LA publication par H.A.F. de On Our Backs, et de sa publication jumelle Girlfriends, a cessé en mars 2006 après avoir été racheté par Velvetpark.